# Aurélien Collin
Aurélien Collin (Enghien-les-Bains, 8 de março de 1986) é um futebolista francês que atua como Zagueiro. Sua atual equipe é o Philadelphia Union.
Defendeu também, Vitória FC, Sedan, Amiens, Mallorca, Gretna, Panserraikos e Wrexham.